# Prva liga (album)
Prva liga debitantski je studijski album splitske rap-reggae-dance-italo disco grupe Kuzma & Shaka Zulu. Album je objavljen 1994. godine, a objavila ga je diskografska kuća Croatia Records.

## Popis pjesama
Tekstovi i glazba: Saša Kuzma Kuzmić, osim "Jedna mala Iva", koju je napisao Shaka Zulu. 
| 1.    | »U mojoj ulici«         | 3:30 |
| 2.    | »Vozimo se, vozimo«     | 3:53 |
| 3.    | »Prva liga«             | 3:50 |
| 4.    | »Puknuta ekipa«         | 4:50 |
| 5.    | »Jedna mala Iva«        | 4:16 |
| 6.    | »Laži sve«              | 4:23 |
| 7.    | »Party (ruke gore)«     | 4:12 |
| 8.    | »29 godina«             | 4:31 |
| 9.    | »Jedan dan pokraj mora« | 3:00 |
| 10.   | »Najljepše oči Trogira« | 4:12 |
| 40:40 |                         |      |

## Zasluge
Kuzma & Shaka Zulu
- Saša Kuzmić – vokali, sintisajzer
- Galileo Tajč – vokali, synth bass

Dodatni glazbenici
- Dean Jerinić – gitara, bas-gitara, prateći vokali
- Saša Krstulović – gitara
- Marijan Kelava – gitara
- Dean Dvornik – prateći vokali
- Kuzma Jr. – prateći vokali

Ostalo osoblje
- Joško Bajić – dizajn
- Eva Silas – izvršni producent, urednik
- Vojno Kundić – urednik
- Siniša Škarica – glavni urednik
- Zdenko Runjić – glavni urednik